# Réserve naturelle nationale de l'Amana
La réserve naturelle nationale de l'Amana (RNN138) est une réserve naturelle nationale située en bord de mer au nord de la Guyane française. Classée en 1998 pour une superficie de 14 800 hectares, elle protège l'un des sites les plus importants pour la reproduction de 4 espèces de tortues marines.

## Géographie

### Localisation

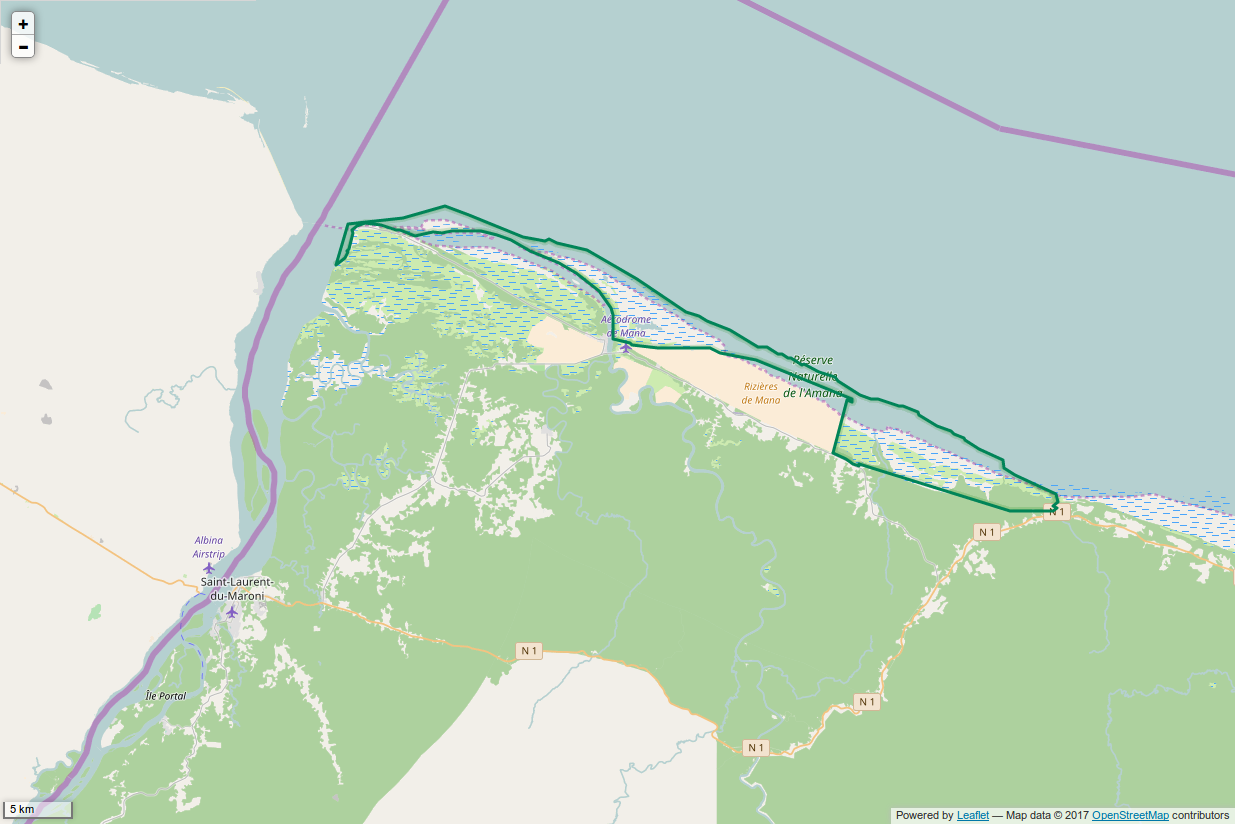
Périmètre de la réserve naturelle.

Le territoire de la réserve naturelle est au nord de la Guyane sur le territoire des communes de Awala-Yalimapo et Mana. Il se situe le long de la côte entre la rivière Organabo et le fleuve Maroni sur une longueur d'environ 45 km et une largeur variant entre 1 km et 5 km.
La réserve fait partie du site Ramsar de la Basse Mana qui s'étend sur 59 000 ha et  comprends une partie des rizières proches de la côte et une vaste entité comprise en la route D9 et le Maroni.

### Zonation
La réserve est divisée en 3 zones ayant chacune une réglementation particulière: la plage d'Awala-Yalimapo (zone A), la mangrove de "Savane Sarcelle" (zone C) et la forêt humide (zone B)

## Écologie (biodiversité, intérêt écopaysager…)
Le site de l'Amana est un bel exemple de la spectaculaire dynamique côtière de Guyane. La réserve est une association étroite de plages, mangroves, marais d'eau douce, lagunes saumâtres, savanes sèches, forêts sur sables blancs et pinotières (marécages à palmier) formant une importante zone humide. On compte 27 habitats différents dont 11 sont d'intérêt patrimonial.

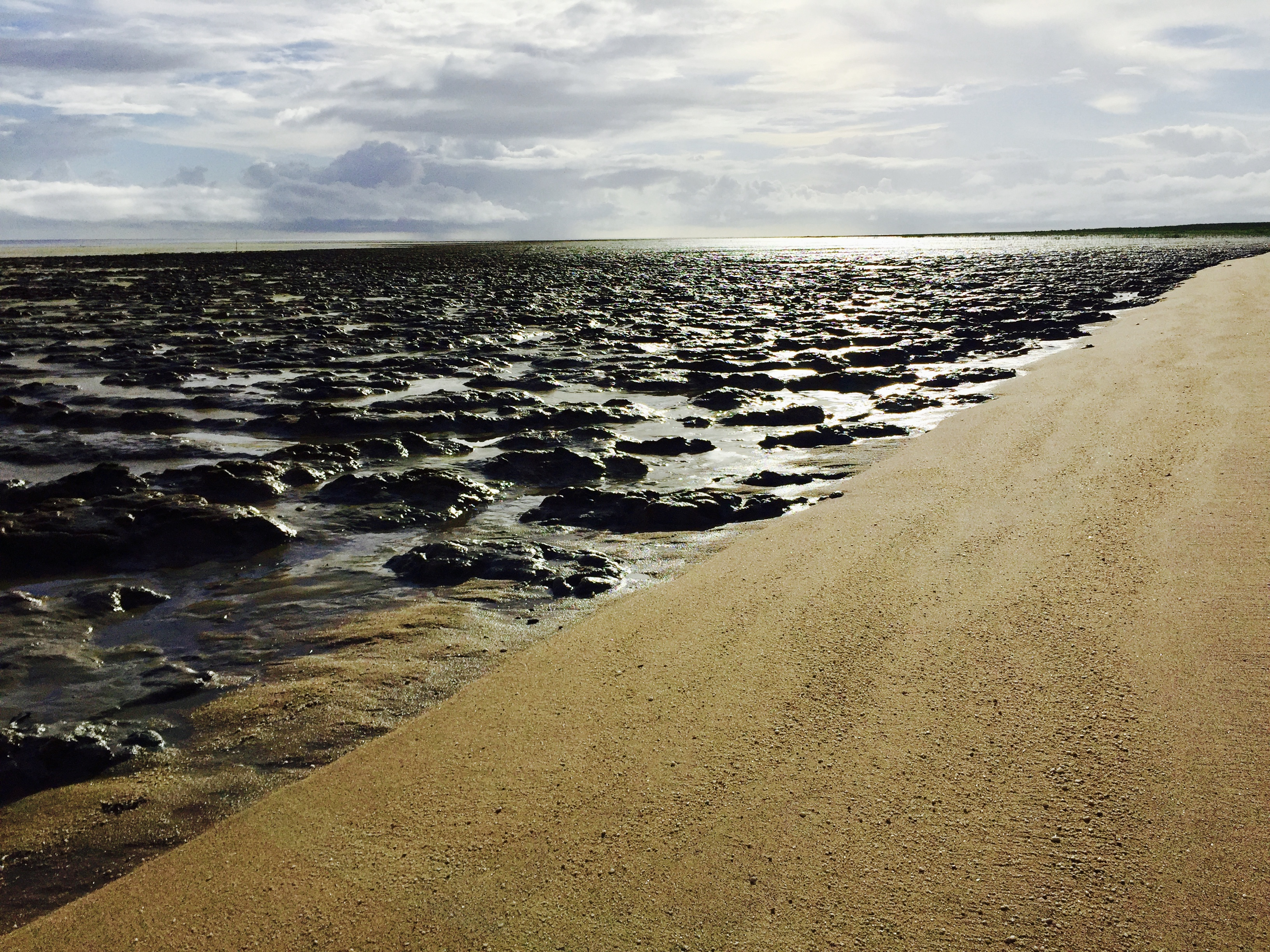
Vasière dans la réserve

### Flore

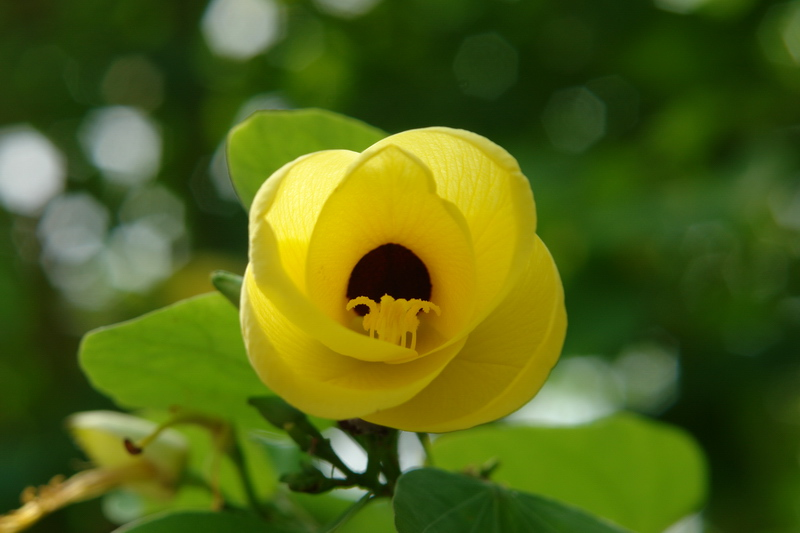
Hibiscus tiliaceus

Les habitats sont répartis en fonction de la nature du sol, de la salinité et de la présence temporaire ou permanente d'eau. La richesse de la flore croit avec la distance de la côte. La réserve compte au total 270 espèces de plantes dont 7 inscrites sur la liste CITES.
La plage est bordée de végétation rampante qui laisse la place à des fourrés d'Hibiscus tiliaceus. La mangrove côtière est formée par le Palétuvier blanc tandis que celle des bords de fleuves abrite le Palétuvier rouge.

### Faune
On compte 71 espèces de mammifères sur la réserve dont 24 figurent sur la liste CITES et 18 sont protégés. Les chauves-souris présentes comptent 21 espèces.
L'avifaune compte 286 espèces parmi lesquelles 70 sont inscrites sur la liste CITES et 67 sont protégées. On peut ainsi y observer l'Ibis rouge, le Tantale d'Amérique, la Spatule rosée, le Canard musqué, le Jabiru d'Amérique ou l'Ara noble.
On recense 92 espèces de reptiles (Caïman à lunettes, Iguane vert, Anaconda, Crotale) et au moins 4 espèces de tortue : essentiellement la Tortue luth et la Tortue verte, mais aussi la Tortue olivâtre et accessoirement Tortue imbriquée. Ces tortues viennent pondre de nuit sur les plages de la réserve naturelle (autour du mois d'avril pour la verte et du mois de mai pour la luth).

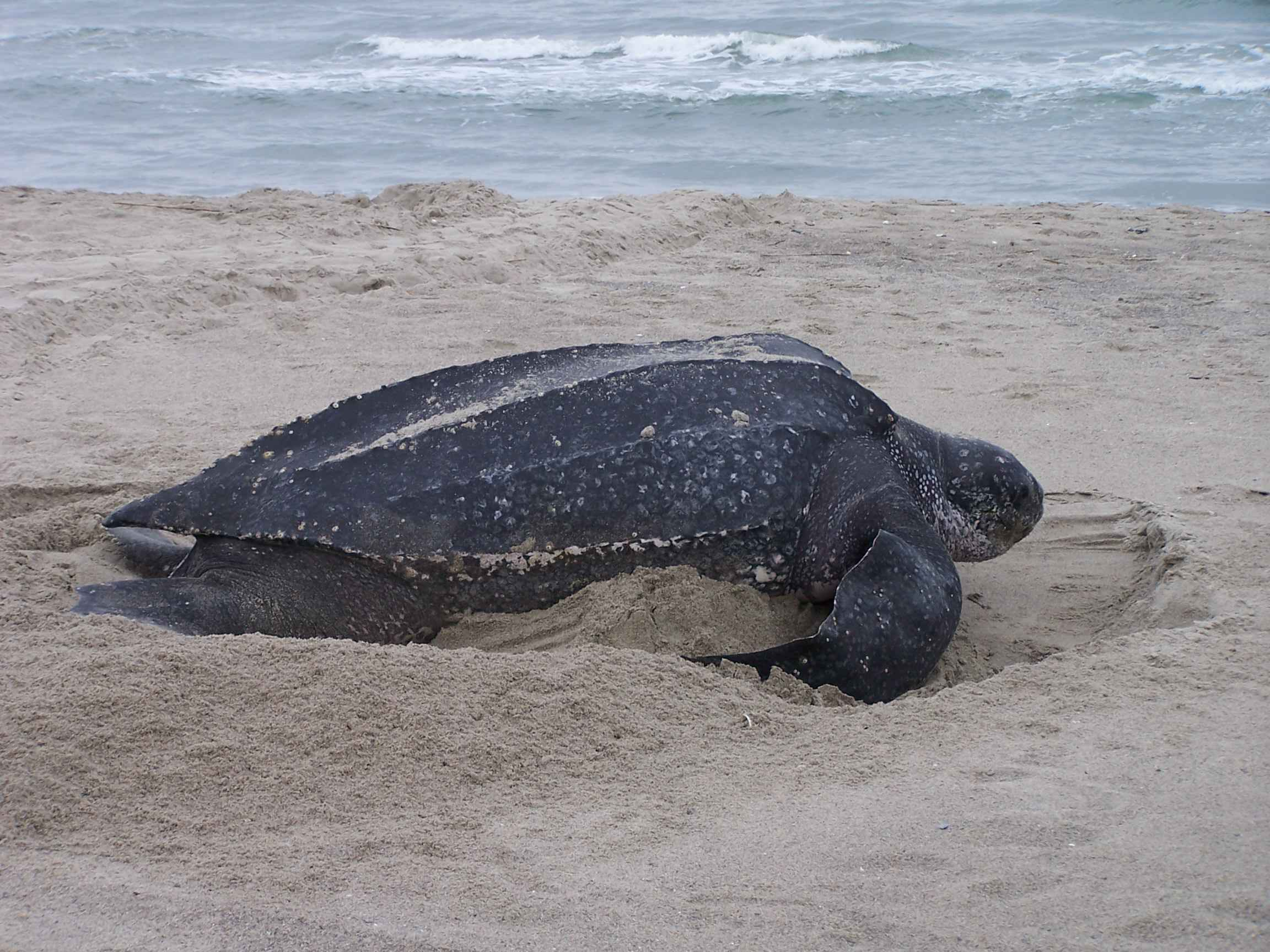
Tortue luth.
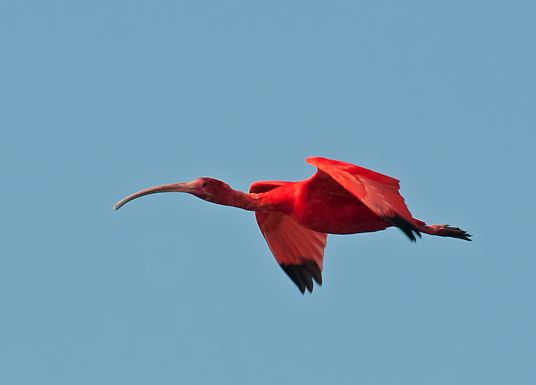
Ibis rouge.

## Intérêt touristique et pédagogique
La maison de la réserve se situe à Yalimapo.

## Administration, plan de gestion, règlement
La réserve naturelle est gérée par le Parc naturel régional de Guyane.

### Outils et statut juridique
La réserve naturelle a été créée par un décret du 13 mars 1998.

### Dysfonctionnements
Un rapport du CGEDD datant de 2019 met en exergue des problèmes dans la gestion de cette Réserve Naturelle Nationale par le PNRG,.

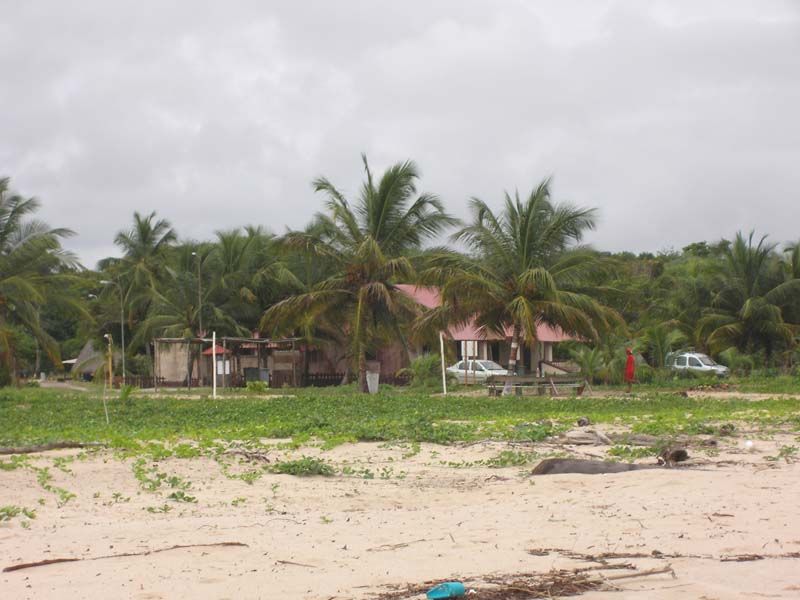
Plage d'Awala-Yalimapo (zone A).
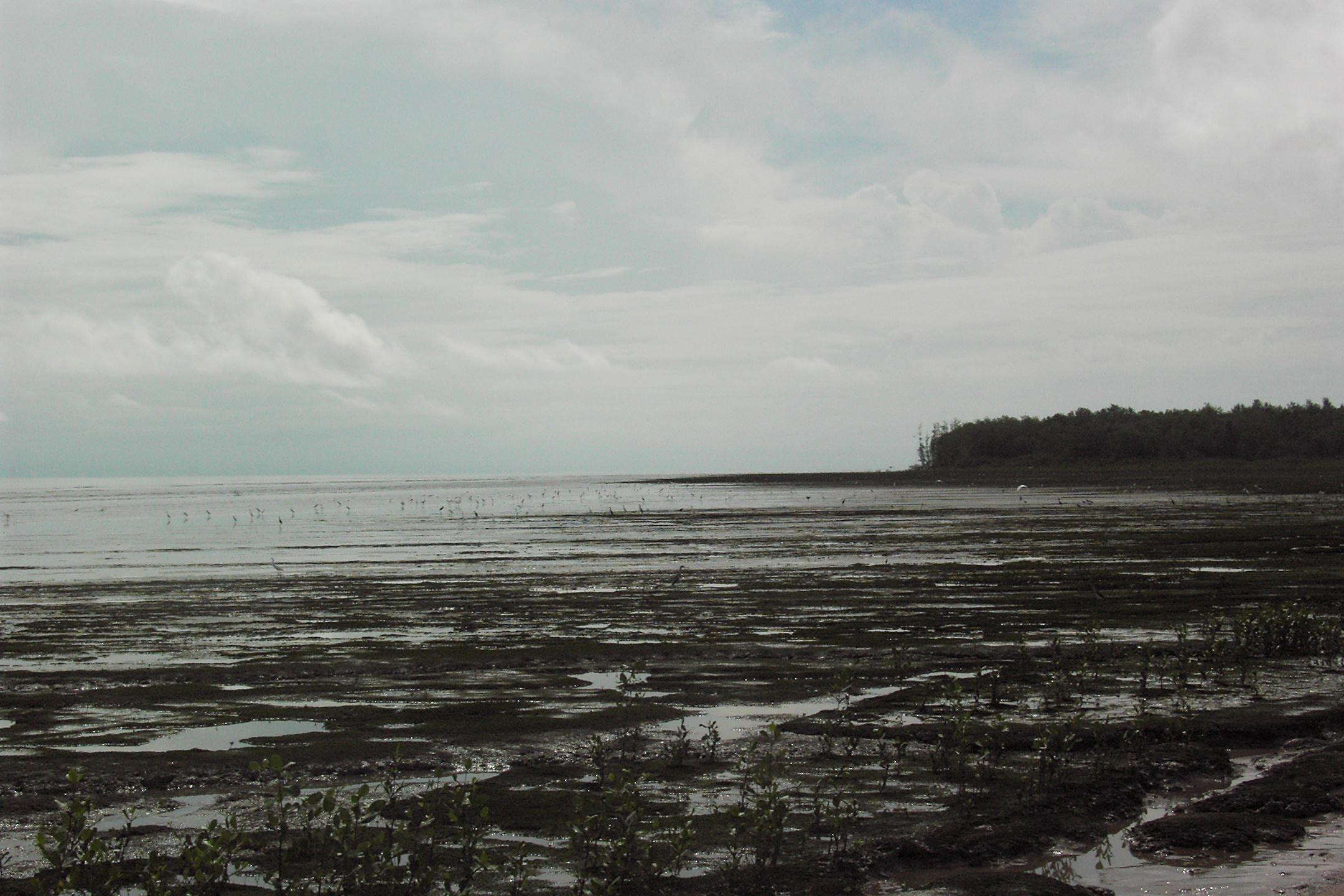
Pointe Isère, limite entre la mangrove (zone C) et la plage (zone A).
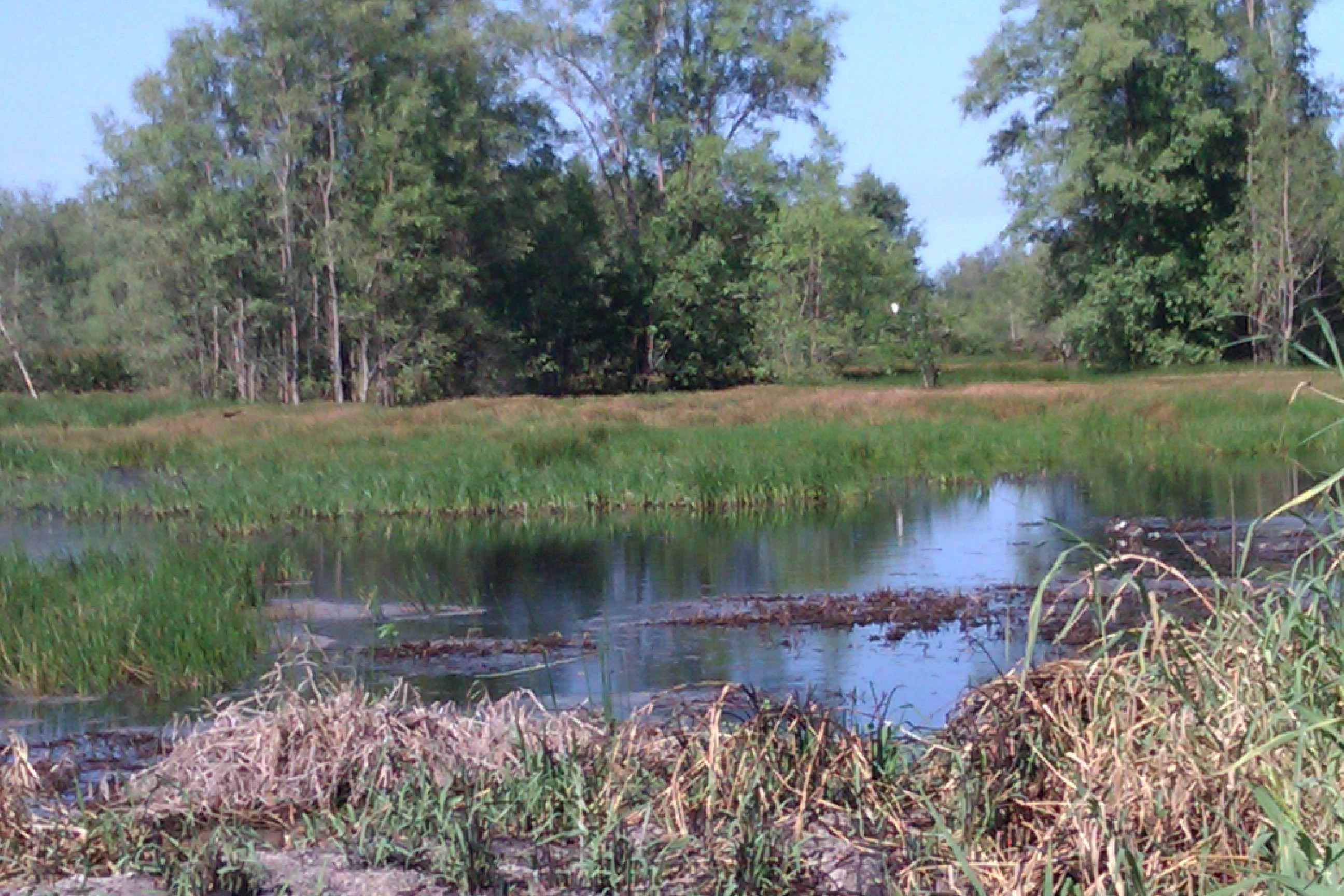
Zone de mangrove (zone C).
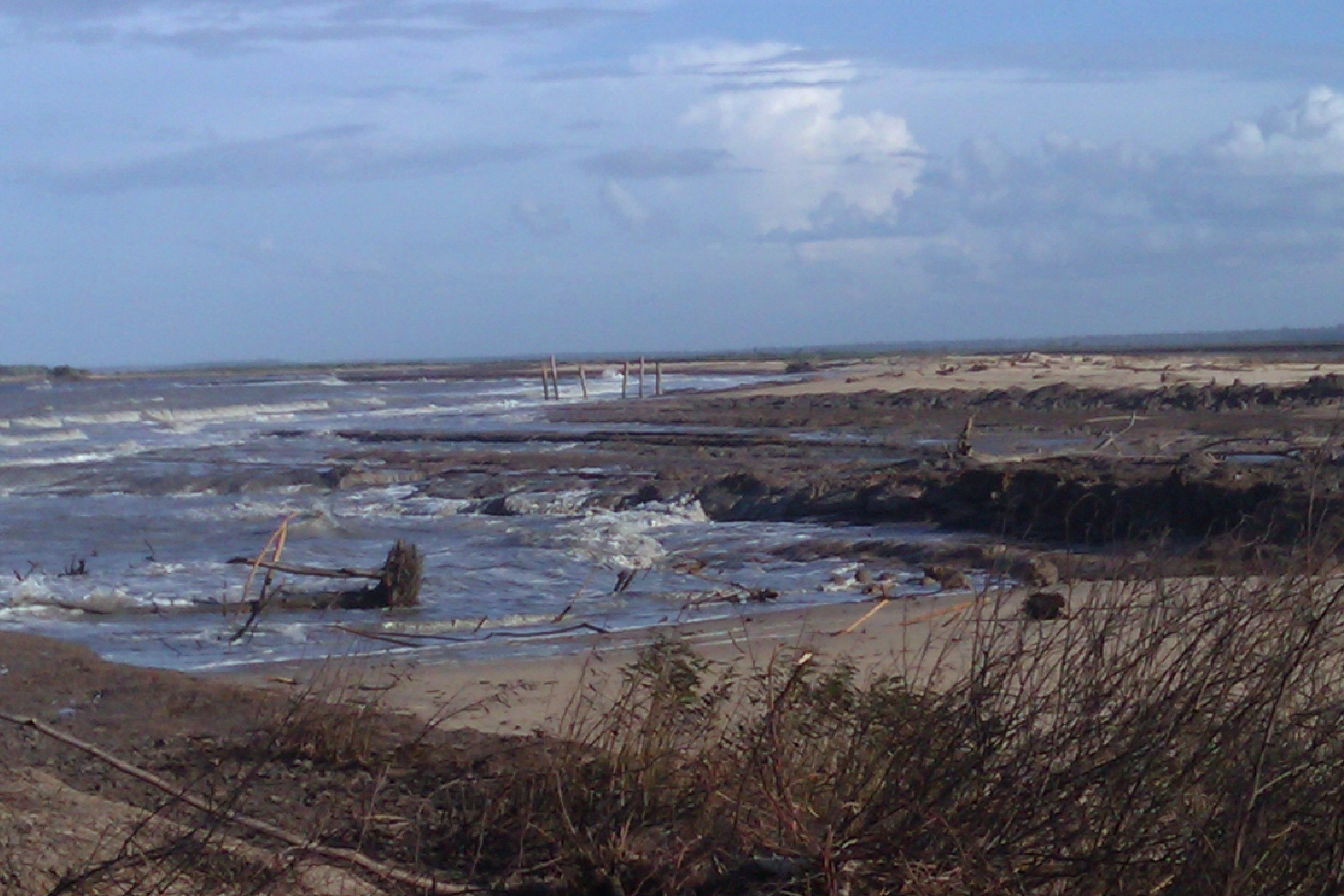
Extrémité Est de la zone de mangrove, érodée, en bordure des rizières.